# Провал (озеро, Татарстан)
Провал — озеро в Алексеевском районе Татарстана.
Постановлением Совета Министров Татарской АССР от 10 января 1978 г. № 25 и постановлением Кабинета Министров Республики Татарстан от 29 декабря 2005 г. № 644 признана памятником природы регионального значения.

## География
Озеро Провал — бессточный водоём карстового происхождения. Расположено возле деревни Зотеевка Алексеевского района Татарстана. Водоём имеет овальную форму. Длина озера 75 м, максимальная ширина 60 м. Площадь зеркала 0,30 гектара. Средняя глубина достигает 3 м. Озеро образовалось в 1895 году глубиной 7 м и верхнем диаметре до 70 м, с высотой склонов над поверхностью до 20 м.

## Гидрография
Объём озера 10 тыс. м³. Питание подземное, устойчивое. Вода без цвета и запаха, средней минерализации, мутная, прозрачность 35 см. Химический тип воды гидрокарбонатно-магниевый.